# Amerila nigropunctata
Amerila nigropunctata är en fjärilsart som beskrevs av Bethune-Baker 1908. Amerila nigropunctata ingår i släktet Amerila och familjen björnspinnare. Inga underarter finns listade i Catalogue of Life.